# Eparchie dušanbecká
Eparchie Dušanbe je eparchie ruské pravoslavné církve nacházející se v Tádžikistánu.

## Území a titul biskupa
Zahrnuje správní hranice území Tádžikistánu.
Eparchiálnímu biskupovi náleží titul biskup dušanbecký a tádžikistánský.

## Historie
Eparchie byla zřízena rozhodnutím Svatého synodu z části území taškentské eparchie. Stala se součástí nově vzniklého Středoasijského metropolitního okruhu.

## Seznam biskupů
- 2011–2012 Vikentij (Morar) dočasný správce
- 2012–2019 Pitirim (Tvorogov)
- 2019–2024 Pavel (Grigorjev)
  - od 2024 Feodosij (Čaščin) dočasný správce